# الأبجدية مقابل الآلهة
الأبجدية مقابل الآلهة(بالإنجليزية: The Alphabet Versus the Goddess)‏ الصراع بين الكلمة والصورة هو عمل النظرية النقدية من قبل الجراح الأمريكي ليونارد شلاين، التي نشرتها صحيفة فايكنغ في عام 1998. ليونارد يقول إن تعلم اللغة المكتوبة، وخاصة الألفبائية، من وظيفة الدماغ البشري التي تؤكد تقدم التفكير الخطي على التفكير الشمولي.